# Корд Оверстрит
Корд Пол Оверстрит (енгл. Chord Paul Overstreet; Нешвил, 17. фебруара 1989) амерички је глумац и музичар. Познат је по улози Сема Еванса у серији Гли (2010—2015).

## Детињство и младост
Рођен је 17. фебруара 1989. године у Нешвилу, у Тенесију. Син је фризерке Џули (рођ. Милер) и кантри кантаутора Пола Оверстрита. Има старијег брата Неша Оверстрита (1986), који је гитариста групе Hot Chelle Rae, старију сестру Самер (1987), као и три млађе сестре: Хармони, Скај и Чарити. Има немачког, ирског и енглеског порекла. Име је добио по музичком термину. Одрастао је на фарми изван Нешвила. Подстакнут од својих родитеља да се бави музиком, почео је да свира мандолину у раном детињству, а затим прешао на бубњеве, флауту, клавир и гитару. Такође је текстописац. У тинејџерским годинама, радио је као манекен за рекламе за Hollister, Famous Footwear и Gap. Образован је код куће.

## Филмографија

### Филм
| Година | Српски назив         | Изворни назив | Улога     | Напомене       |
| ------ | -------------------- | ------------- | --------- | -------------- |
| 2009.  | Врата                |               | Адам      |                |
| 2011.  | Срце ратника         |               | Дупри     |                |
| 2011.  | Гли: концертни филм  |               | Сем Еванс | концертни филм |
| 2015.  |                      |               | Ник       |                |
| 2020.  |                      |               | Том       |                |
| 2022.  | Љубав у божићно доба |               | Џејк      |                |

### Телевизија
| Година     | Српски назив           | Изворни назив | Улога               | Напомене                                                             |
| ---------- | ---------------------- | ------------- | ------------------- | -------------------------------------------------------------------- |
| 2009.      | Ај Карли               |               | Ерик                | 1 епизода                                                            |
| 2009.      |                        |               | Џошуа Хилс          | споредна улога                                                       |
| 2010.      | Необична породица      |               | Лукас Фишер         | 1 епизода                                                            |
| 2010—2015. | Гли                    |               | Сем Еванс           | главна улога (4—6. сезона); споредна улога (2—3. сезона); 91 епизода |
| 2011.      | Средина                |               | Ралф Вилкерсон      | 1 епизода                                                            |
| 2013.      |                        |               | Дасти Би (глас)     | 1 епизода                                                            |
| 2015.      | Само храбро, Скуби-Ду! |               | Мичел, Ендру (глас) | 1 епизода                                                            |
| 2016—2017. |                        |               | Скампи (глас)       | 1 епизода                                                            |
| 2020.      | Одважне                |               | Еван Слоун          | 1 епизода                                                            |
| 2020.      |                        |               | певач               | 1 епизода                                                            |
| 2021.      |                        |               | Чад Дејвис          | главна улога                                                         |

### Музички спотови
| Година | Песма | Извођач   |
| ------ | ----- | --------- |
| 2010.  |       |           |
| 2011.  |       |           |
| 2016.  |       | Ник Џонас |

## Дискографија
| Назив | Детаљи                                                                                  |
| ----- | --------------------------------------------------------------------------------------- |
|       | - Објављивање: 12. мај 2017. - Дискографка кућа: , - Формат: дигитално преузимање       |
|       | - Објављивање: 11. септембар 2020. - Дискографка кућа: , - Формат: дигитално преузимање |
|       | - Објављивање: 21. јун 2021. - Дискографска кућа: - Формат: дигитално преузимање        |